# 白峰良介
白峰 良介（しらみね りょうすけ、1955年 -）は、日本の推理作家。

## 人物
兵庫県神戸市出身。同志社大学法学部法律学科卒。在学中は推理小説研究会に所属。同時期のメンバーに作家の有栖川有栖、加地尚武らがいた。妻は同じく推理作家で同研究会出身の黒崎緑。
コピーライター・パズル作家としてのペンネームは三輪みわ。パズル作家としては、『クイズ・パズルの遊園地』シリーズ（「通勤・通学編」、「オフィス・学校編」、「在宅・オタク編」の3冊。KKベストセラーズ、1992年7月）などにアイデアを提供している。

## 経歴
- 1955年：兵庫県神戸市生まれ。
- 1991年：『飛ぶ男、墜ちる女』でデビュー。同年にはドラマ化。
- 2009年：『赤目荘の惨劇』が探偵Xからの挑戦状!内でドラマ化。

## 主な作品

### 長編
- 『飛ぶ男、堕ちる女』 （講談社ノベルス、1991年）
- 『残酷な器 遺された暗号パズル』 （『小説現代』2002年11月号～2003年2月号、同時にWeb現代[1]にも掲載）

### 短編
- ソルバーのいる店 - 『鮎川哲也と十三の謎'91』（東京創元社、1991年12月）
- 殺す約束 - 『小説NON』1992年4月号（祥伝社）
- ねじれて、繋がる - 『創元推理』1 1992年秋号（東京創元社、1992年10月）
- 閉じこめられた声 - 『創元推理』2 1993年春号（東京創元社、1993年5月）
- 逃げる車 - 『有栖川有栖の本格ミステリ・ライブラリー』（角川文庫、2001年8月）
- 虎に捧げる密室 - 『新本格猛虎会の冒険』（東京創元社、2003年3月） - 阪神タイガースファンの推理作家たちが執筆するアンソロジー

## 連載
- 短編ミステリー この謎、とける?（デイリースポーツ、2017年8月～）※三輪みわ名義
  - ASOBIDEAより白峰良介名義で書籍化[2]。

## 過去の参加番組
テレビ
- 密室謎解きバラエティー 脱出ゲームDERO! （日本テレビ） - クイズ制作
- ゴッドタン（テレビ東京）2019年12月28日放送　第17回芸人マジ歌選手権SP - トリックアート制作